# Puntius amarus
Puntius amarus és una espècie de peix cipriniforme de la família dels ciprínids.

## Morfologia
Les femelles poden assolir els 10,8 cm de longitud total.

## Distribució geogràfica
És un endemisme del llac Lanao (Mindanao, les Filipines).